# Groupe résiduellement fini
En mathématiques, et tout particulièrement en théorie combinatoire des groupes, un groupe résiduellement fini est un groupe qui peut en quelque sorte être « approché » par des groupes finis.  L'adjectif « résiduel » s'applique aussi à d'autres propriétés, comme être résiduellement nilpotent, résiduellement libre.

## Définition
Un groupe {\displaystyle G} est résiduellement fini s'il existe, pour tout élément {\displaystyle g\in G} distinct de l'élément neutre, un sous-groupe distingué {\displaystyle H\trianglelefteq G} d'indice fini
ne contenant pas {\displaystyle g}. 
Des définitions équivalentes sont : un groupe {\displaystyle G} est résiduellement fini si
- pour tout élément {\displaystyle g\in G} distinct de l'élément neutre, il existe un morphisme {\displaystyle \phi \colon G\to K} dans un groupe fini {\displaystyle K} tel que {\displaystyle \phi (g)\neq 1} ;
- l'intersection de tous les sous-groupes d'indice fini (ou même de tous ses sous-groupes normaux) de {\displaystyle G} est réduite à l'élément neutre.
- le groupe {\displaystyle G} peut être plongé dans le produit direct d'une famille de groupes finis.

## Exemples
Un théorème de Anatoli Maltsev (Анато́лий Ива́нович Ма́льцев orthographié aussi Mal'cev ou Malcev ou Maltsev) dit que tout groupe linéaire, c'est-à-dire tout groupe isomorphe à un sous-groupe finiment engendré du groupe général linéaire {\displaystyle GL(n,R)} est résiduellement fini, pour tout anneau commutatif unifère {\displaystyle R}.
Ce critère fournit de nombreux exemples de groupes résiduellement finis :
- Les groupes libres
- Les groupes fondamentaux d'espaces localement symétriques et notamment de variétés hyperboliques compactes.
- Les groupes polycycliques (de)
- Les groupes nilpotents finiment engendrés[2].
- Les groupes fondamentaux de 3-variétés[3] ; on ne sait pas s'ils sont en général isomorphes à des sous-groupes de {\displaystyle GL(n,K)}.

Propriétés de stabilité :
- Un sous-groupe d'un groupe finiment engendré résiduellement fini  et aussi résiduellement fini.
- Le produit direct de groupes résiduellement finis est aussi résiduellement fini.
- Un groupe qui possède une sous-groupe résiduellement fini d'indice fini est lui-même résiduellement fini.

Les groupes de Baumslag-Solitar ne sont pas tous résiduellement finis. Par exemple, le groupe de Baumslag–Solitar BS(2,3) n'est pas hopfien, et donc pas résiduellement fini.
Il est ouvert si les  groupes hyperboliques sont tous résiduellement finis.
Il existe des groupes résiduellement finis qui ne sont pas des groupes linéaires. Un tel exemple a été donné par Drutu et Sapir :  Le groupe {\displaystyle \langle a,t|a^{t^{2}}=a^{2}\rangle } est résiduellement fini et non linéaire.

## Propriétés
- Le problème du mot est soluble pour les groupes résiduellement finis qui sont de présentation finie.
- Un groupe résiduellement fini de type fini est un groupe hopfien : tout épimorphisme du groupe dans lui-même est un isomorphisme[1].

Les propriétés suivantes des groupes sont équivalentes :
- {\displaystyle G} est résiduellement fini ;
- L'application canonique dans la complétion pour la topologie profinie {\displaystyle {\hat {G}}} est injective.
- La sous-groupe trivial est séparable.

## Autres propriétés

### Topologie
Tout groupe {\displaystyle G} peut être doté d'une topologie qui en fait un groupe tolopogique en prenant comme base des voisinages ouverts de l'identité la collection de tous les sous-groupes normaux d'indice fini de {\displaystyle G}.  La topologie obtenie est appelée la topologie profinie de {\displaystyle G}.  Un groupe est résiduellement fini si et seulement si sa topologie profinie est un séparée.
Le groupe fondamental {\displaystyle \pi _{1}X} d'un CW-complexe {\displaystyle X} est résiduellement fini si et seulement s'il existe, pour tout sous-ensemble compact {\displaystyle K\subset {\widetilde {X}}} du revêtement {\displaystyle P\colon {\widetilde {X}}\to X} un recouvrement {\displaystyle p\colon Y\to X} telle que 
{\displaystyle p^{-1}P(K)\to Y}
est un plongement.

### Géométrie algébrique
Soit {\displaystyle X} un schéma de type fini sur {\displaystyle \mathbb {C} }. Le morphisme 
{\displaystyle \pi _{1}^{top}(X)\to \pi _{1}^{et}(X)}
est injectif si et seulement si  {\displaystyle \pi _{1}^{top}(X)} est résiduellement fini.

### Variétés
Parmi les propriétés de variétés de groupes résiduellement finis, il y a :
- Une variété composée uniquement de groupes résiduellement finis est engendrée par un A-groupe, c'est-à-dire par un groupe fini dont tous les sous-groupes de Sylow sont abéliens.
- Une variété composée uniquement de groupes résiduellement finis  contient un groupe fini dont tous les éléments peuvent être plongés dans une produit direct de ce groupe fini.